# 扶余市
扶余市是吉林省松原市下辖县级市。地理位置东部及南部与长春市接壤，西部与宁江区为邻，北部隔拉林河与黑龙江省相望。是哈长城市群县级成员。市人民政府駐春华路789号。

## 行政区划
扶余市下辖5个街道办事处、12个镇、4个乡、1个民族乡：
和兴街道、育才街道、联盟街道、士英街道、铁西街道、三岔河镇、长春岭镇、五家站镇、陶赖昭镇、蔡家沟镇、弓棚子镇、三井子镇、增盛镇、新万发镇、大林子镇、新源镇、得胜镇、三骏满族蒙古族锡伯族乡、永平乡、新站乡、更新乡、肖家乡、伊家店农场、拉林灌区管理局和下岱吉灌区管理局。

## 歷史
扶餘市所在是扶餘國舊地。在農安縣北。金、元時為肇州地；明初為三岔河衛，後為蒙古人所佔；清初撫定蒙人，設伯都納站；康熙年間另建磚城於其南，稱新城，設伯都讷副都统；雍正年間，即就新城置長寧縣；光緒年間，改置新城府；民國3年（1915年）改府為縣，復改回作扶餘縣。城瀕松花江東北岸，當北滿水路之要衝。有人說這里是高句麗人安置被勿吉人打敗扶餘王一家的地方，是高句麗千里長城北部起點。
2013年1月24日，经国务院批准，撤销扶余县，设立县级扶余市。

## 人口
根据全国第七次人口普查数据显示，截至2020年11月1日零时，常住人口为475017人。

## 交通
- 铁路：京哈铁路扶余站
- 公路： 京哈高速、 铁科高速、 102国道与 503国道过境。

## 名人
- 李敖（1935年4月25日－2018年3月18日[5]），1935年生於哈爾濱，父親李鼎彝曾在抗日戰爭期間於華北從事地下工作。1949年因國共內戰隨父親李鼎彝、母親張桂貞從上海遷至台灣臺中。根據李敖在其自傳中的描述，他不僅猜測其祖先有可能來自雲南苗族，也提到由於其父就讀北京大學時拿的是吉林省公費，所以戶籍上的出生地不是哈爾濱而是吉林扶餘縣。
- 梁信（1926年3月2日－2017年1月28日），生於扶餘縣，《红色娘子军》编剧。

### 書目
- 《辭海》1947年版，第561/3頁
- 《辭源》改編本，1951年2月版，第276/4頁